# Madonna dei Fornelli
Madonna dei Fornelli è una frazione del comune di San Benedetto Val di Sambro, situata a 798 m s.l.m sulla linea di displuvio tra Savena e Sambruzzo, torrente che termina nel Sambro, che scorre nella Val di Sambro, nell'appennino bolognese.

## Generalità
Il toponimo composto ricorda la devozione alla Madonna della Neve, a cui fu eretto un Santuario nel 1630, in ringraziamento alla fine della peste.
Il termine "fornelli" si riferisce secondo i più alla presenza di carbonai che accendevano nei boschi piccoli fuochi per bruciare lentamente la legna ed ottenere così il carbone.
Poco prima di entrare in paese si trova il piccolo borgo di Fornello, sempre con riferimenti al fuoco, il nucleo più antico, probabilmente risalente al XVI secolo, più volte rimaneggiato nel corso del tempo.

## Storia ed economia

### Dalla fine dell'Ottocento agli anni '30
Il centro abitato assunse la forma attuale solo alla fine dell'Ottocento, ma già nei primi decenni del Novecento si arricchì di nuove attività che ne lasciavano presagire la vocazione turistica: al piano terreno di Casa Borrelli del 1904 qualche anno dopo fu aperto il primo caffè e la fornace Romani entrata in funzione nel 1920 per la cottura delle scaglie di sasso per ottenerne calce, fu ampliata e trasformata alcuni anni dopo in struttura alberghiera. Nel 1921 era già sorto l'albergo-trattoria Musolesi e nel 1926 l'hotel Varignana nel centro del paese.
Altra attività, complementare a quella agricola, era l'intreccio della paglia di grano. La treccia (13 fili) e il treccino (7 fili), semilavorati per i capelli di paglia, famosi quelli di Firenze, erano venduti nel mercato di Monghidoro, importante centro di raccolta dai comuni vicini, trasformazione e vendita. La lavorazione decadde negli anni '60 nel contesto della trasformazione dell'economia.

### Gli anni della guerra
Il paese fu investito dal conflitto trovandosi a ridosso della Linea Gotica, il sistema di difesa di 320 Km dalla valle del Magra a quella del Foglia, ideato nel 1944 dal generale Kesselring lungo i crinali per sfruttare la conformazione del terreno. L'obiettivo era ritardare l'avanzata degli Alleati provenienti da sud e permettere alle truppe tedesche di ripiegare verso nord. Inoltre nelle zone dell'Appennino già dalla fine del 1943 operavano formazioni partigiane. Il Bollettino, mensile del Comando Unico Militare Emilia Romagna del Corpo Volontari riporta due episodi inerenti Madonna dei Fornelli: il 2 giugno 1944 i partigiani reagirono a un tentativo di rastrellamento, causando diversi morti e feriti tra le SS e il 7 settembre danneggiarono la linea elettrica ad alta tensione. La liberazione arrivò, insieme a quella di Pian del Voglio e Montefredente il 29 settembre 1944 ad opera del 133º e dal 168º reggimento della 34ª divisione americana di fanteria (V Armata)e il territorio tra Madonna dei Fornelli e San Benedetto, ben collegato e non sotto tiro nemico diretto, fu utilizzato dagli americani come deposito di armi, rifornimenti, mezzi dell'esercito.

### Il 1951
Si registrò un incremento demografico e un'espansione urbanistica, conseguenza dello spostamento di popolazione da Castel dell'Alpi, investito il 23 febbraio da un'imponente frana staccatasi dal crinale nord-orientale di Monte di Cucchi fino ad ostruire l'alveo del Savena e a formare un lago.

### Il turismo
Il boom economico e lo sviluppo della mobilità ridiedero vigore alla vocazione turistica dell'Appennino, rivolgendosi a tre tipologie di villeggianti di prossimità, con soggiorni prolungati e tendenzialmente assidui: coloro che avevano le proprie radici nel territorio, gli ospiti degli alberghi e di case prese in affitto che spesso costruivano un legame affettivo con il territorio e infine coloro che avevano acquistato una seconda casa.
Dalla fine del XX secolo si venne generando un nuovo tipo di movimento: lo slow travel. È il recupero del cammino medievale che il pellegrino compiva per motivi religiosi e che oggi ha valenze anche naturalistiche e storiche. Madonna dei Fornelli è tappa della Via degli Dei, riscoperta dal fortunato connubio delle ricerche di Domenico Manaresi, di Cesare Agostini e Franco Santi. Il primo, insieme a un gruppo di camminatori bolognesi, memore dei suoi ricordi d'infanzia, quando sui cartelli della strada provinciale 59 che risale il crinale Savena-Setta, leggeva S.P.59 via degli Dei, si mise alla ricerca del sentiero che portava direttamente da Bologna al passo della Futa. Cesare Agostini e Franco Santi, appassionati di archeologia, grazie al ritrovamento fortuito di una moneta romana e alla lettura di Tito Livio scoprirono il basolato dell'antica Flaminia Minor, la strada militare di cui si era persa traccia nel terreno, ma non nella memoria della comunità. A testimonianza negli anni '60 l'amministrazione comunale aveva denominato via Romana Antica la strada che dal centro del paese si dirige all'incrocio con il sentiero per Monzuno.

## Monumenti e luoghi d'interesse

### Architetture religiose

#### Santuario della Madonna dei Fornelli

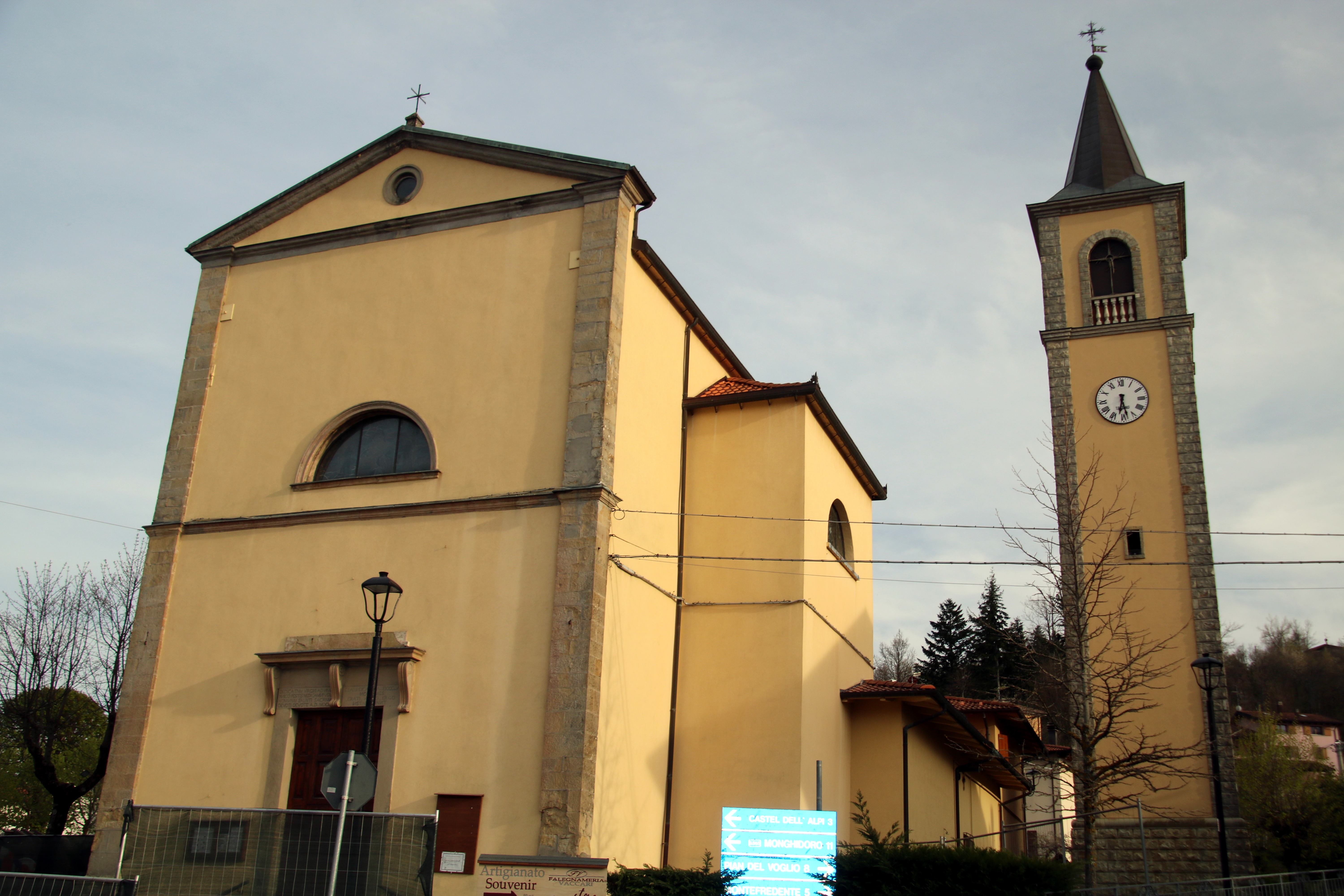
Il Santuario della Madonna della Neve

Conosciuto anche come Chiesa della Madonna della Neve, si trova al centro del paese. 
La leggenda vorrebbe derivarne l'ubicazione da una miracolosa nevicata agostana, provvidenziale poiché pose fine alla diatriba tra cinque parrocchie delle alte valli del Savena e del Sambro accesasi dopo l'ordine del cardinale Paleotti di costruire un luogo di culto mariano. Il santuario fu ultimato intorno al 1630, forse in sostituzione di un precedente oratorio, come ringraziamento per la protezione dalla peste come si evince dall'iscrizione sull'architrave del portale centrale, che riporta però una datazione precedente l'epidemia: Dedicatum virgini ad nives unico pestis medicamini vere hominum saluti sacrum Devoti Devote MDCXX.
Un'altra epigrafe, a lato della precedente, esprime la gratitudine della comunità per essere stata preservata dalla terribile epidemia di colera del 1855. Ne seguì un restauro della cui portata non si ha notizia, ma nella cornice lapidea del portale vi è la citazione, datata 1867, di due dei maggiori benefattori che contribuirono alle soglie e alla porta. L'abside rialzata fu ricostruita nel 1908 e da scale laterali si accede all'area che ospita l'immagine della Madonna con Bambino, un olio su rame probabilmente seicentesco.
Infine la torre campanaria, alta 33 metri, progettata dall'ingegner Rodolfo Bettazzi, fu completata nel 1994 dopo 9 anni dall'inizio dei lavori. Ospita cinque campane, fuse nel 1986 dall'Antica Fonderia De Poli di Revine (Treviso), montate alla bolognese, su un telaio di ferro e ad azione completamente manuale.
Successivamente allo sviluppo del centro abitato a partire dal XX secolo, nel dopoguerra è stato eretto a parrocchia, venendo rimaneggiato più volte nel corso del tempo ma rimanendo sostanzialmente nelle forme seicentesche.